# Knut Østby
Knut Østby (ur. 12 listopada 1922 w Modum, zm. 6 sierpnia 2010 w Sandvika) – norweski kajakrz. Srebrny medalista olimpijski z Londynu.
Zawody w 1948 były jego pierwszymi igrzyskami olimpijskimi. Zajął drugie miejsce w kajakowej dwójce na dystansie 10 000 metrów oraz 4. miejsce na 1000 metrów. Partnerował mu na obu dystansach Ivar Mathisen. Razem w 1950 zdobyli srebro na mistrzostwach świata na dystansie 1000 metrów. Brał udział w IO 52 i IO 56.